# Militärische Verdienstmedaille der Deutschen Demokratischen Republik

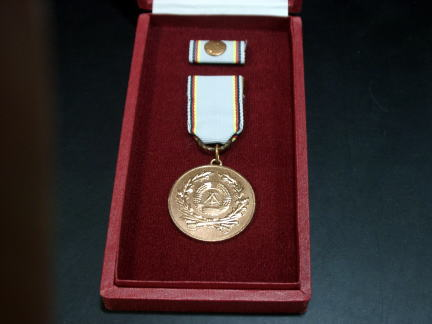
Die Militärische Verdienstmedaille der Deutschen Demokratischen Republik.

Die Militärische Verdienstmedaille der Deutschen Demokratischen Republik war eine staatliche Auszeichnung  der Deutschen Demokratischen Republik (DDR), welche in Form einer tragbaren Medaille verliehen wurde.

## Geschichte
Die Medaille wurde gleichzeitig mit dem Militärischen Verdienstorden 1982 durch den Ministerrat der DDR durch ihren Vorsitzenden Willi Stoph gestiftet. Die Verleihung wurde zusammen mit einer Urkunde durch den Minister für Nationale Verteidigung vorgenommen.
Die Verleihung erfolgte für besondere Verdienste bei der Festigung freundschaftlicher Beziehungen und der Weiterentwicklung der Zusammenarbeit zwischen der Nationalen Volksarmee und den Armeen bzw. Streitkräften anderer Staaten. Auf den Begriff Bruderstaaten wurde in den Stiftungsstatuten verzichtet.

## Aussehen und Tragweise
Die bronzefarbene Medaille ist rund und hat einen Durchmessern von 35 mm. Sie zeigt auf ihrem Avers mittig das bronzene Staatswappen der DDR, welches von zwei unten geflochtenen nach oben hin gebogenen offenen Eichenlaubblättern umschlossen wird. Darunter befinden sich mittig zwei gekreuzte Säbel. Das Revers der Medaille zeigte dagegen mittig die dreizeilige Inschrift: MILITÄRISCHER / VERDIENST- / MEDAILLE. Darunter am mittigen Medaillenrand die Inschrift: DDR, welcher links und rechts von einem kurzen nach oben gebogenen Lorbeerzweig beidseitig flankiert wird. Getragen wurde die Medaille nach den Statuten des anderen Landes an einem hellgrauen Bande. In dieses Band sind links und rechts 3 mm vom Saum entfernt jeweils ein 3 mm breiter Schwarz-rot-goldene Mittelstreifen eingewebt. Die Interimsspange ist von gleicher Beschaffenheit, zeigt allerdings mittig die 10 mm durchmessende bronzefarbene Miniatur des Staatswappens der DDR.

## Protokoll
Der Militärische Verdienstorden und die Militärische Verdienstmedaille  waren nicht für Angehörige der NVA oder Bürger der DDR bestimmt, sondern nur für Angehörige anderer staatlicher Streitkräfte oder deren Zivilangestellte. In der per Verordnung im Gesetzblatt der DDR festgelegten Rangfolge der staatlichen Auszeichnungen der DDR kamen sie daher nicht vor.